# ГЕС Ukai
ГЕС Ukai — гідроелектростанція на заході Індії у штаті Гуджарат. Використовує ресурс із річки Тапті, яка тече у широтному напрямку між плоскогір'ям Декану на півдні та горами Сатпура на півночі до впадіння у Камбейську затоку Аравійського моря.
У межах проєкту річку перекрили комбінованою греблею із земляною (висота до 81 метра) та мурованою (висота до 69 метрів) частинами, яка має довжину 4927 метрів та потребувала 23,2 млн м3 матеріалу. Вона утримує водосховище з площею поверхні 601 км2 та об'ємом 7,5 млрд м3 (корисний об'єм 6,6 млрд м3), в якому припустиме коливання рівня поверхні в операційному режимі між позначками 82 та 105 метрів НРМ.
Під примикаючою до лівого берега частиною греблі облаштували машинний зал, де встановили чотири турбіни типу Каплан потужністю по 75 МВт. Обладнання працює при напорі від 34 до 57 метрів із проєктним виробництвом на рівні 1476 кВт·год електроенергії на рік. При цьому фактичний історичний максимум зафіксували у 1976/1977 фінансовому році, коли отримали 1261 млн кВт·год.
Відпрацьована вода відводиться до річища Тапті через відвідний канал довжиною 0,9 км.
Окрім виробництва електроенергії, гідрокомплекс забезпечує зрошення 152 та 228 тисяч гектарів земель через ліво- та правобережні іригаційні канали відповідно.
Також можливо відзначити, що у 1988 році облаштували малу ГЕС, яка використовує перепад висот між водосховищем та лівобережним іригаційним каналом. Тут встановлено дві турбіни потужністю по 2,5 МВт, котрі забезпечують виробництво 33 млн кВт-год електроенергії на рік.